# Basileia I
O Acordo de Capital de Basileia, oficialmente denominado International Convergence of Capital Measurement and Capital Standards, também designado por Acordo de Basileia ou Basileia I, foi um acordo firmado em 1988, na cidade de Basileia (Suíça), por iniciativa do Comitê de Basileia e ratificado por mais de 100 países. Este acordo teve como objetivo criar exigências mínimas de capital, que devem ser respeitadas por bancos comerciais, como precaução contra o risco de crédito.
Até Basileia I o requerimento de capital era baseado na fixação de índices máximos de alavancagem. Bancos somente poderão emprestar 12 vezes seu capital e reservas, ponderados pelo risco de crédito. Infelizmente mantiveram o erro inicial de 1935, quando estes limites foram primeiramente estabelecidos, de não reajustar o capital e reservas pela inflação do período. Assim uma inflação de 4% ao ano, multiplicado por 12 resulta numa queda de 48% do capital emprestável de um banco.
Foi esta a causa da crise da Divida Externa do Brasil em 1982, quando a inflação americana atingiu 12%, obrigando os bancos a chamarem 144% de seus empréstimos de volta para poderem cumprir com a legislação de 1935. Achando que a crise fora provocada por excessivo endividamento do Brasil e demais países, surgiu a ideia dos acordos de Basileia I, e a partir de então o requerimento de capital passou a ser baseado em risco, estabelecendo que os requerimentos mínimos de capital devem ser alinhados às expectativas de perda econômica de cada instituição.
O acordo também prevê os mecanismos de mensuração de risco de crédito e estabelece as exigências de um padrão mínimo de capital. Desde então, as medidas preconizadas foram sendo progressivamente introduzidas por autoridades monetárias de diversos países.
Basileia I não conseguiu evitar inúmeras falências de instituições financeiras na década de 90. Em 2004, o Comitê da Basileia lançou um novo documento em substituição ao acordo de 1988. O Basileia II, como ficou conhecido, fixa-se em três pilares e 25 princípios básicos sobre contabilidade e supervisão bancária.